# Koggenland
Koggenland es un municipio de la Provincia de Holanda Septentrional, región de Frisia Occidental, al norte de los Países Bajos.

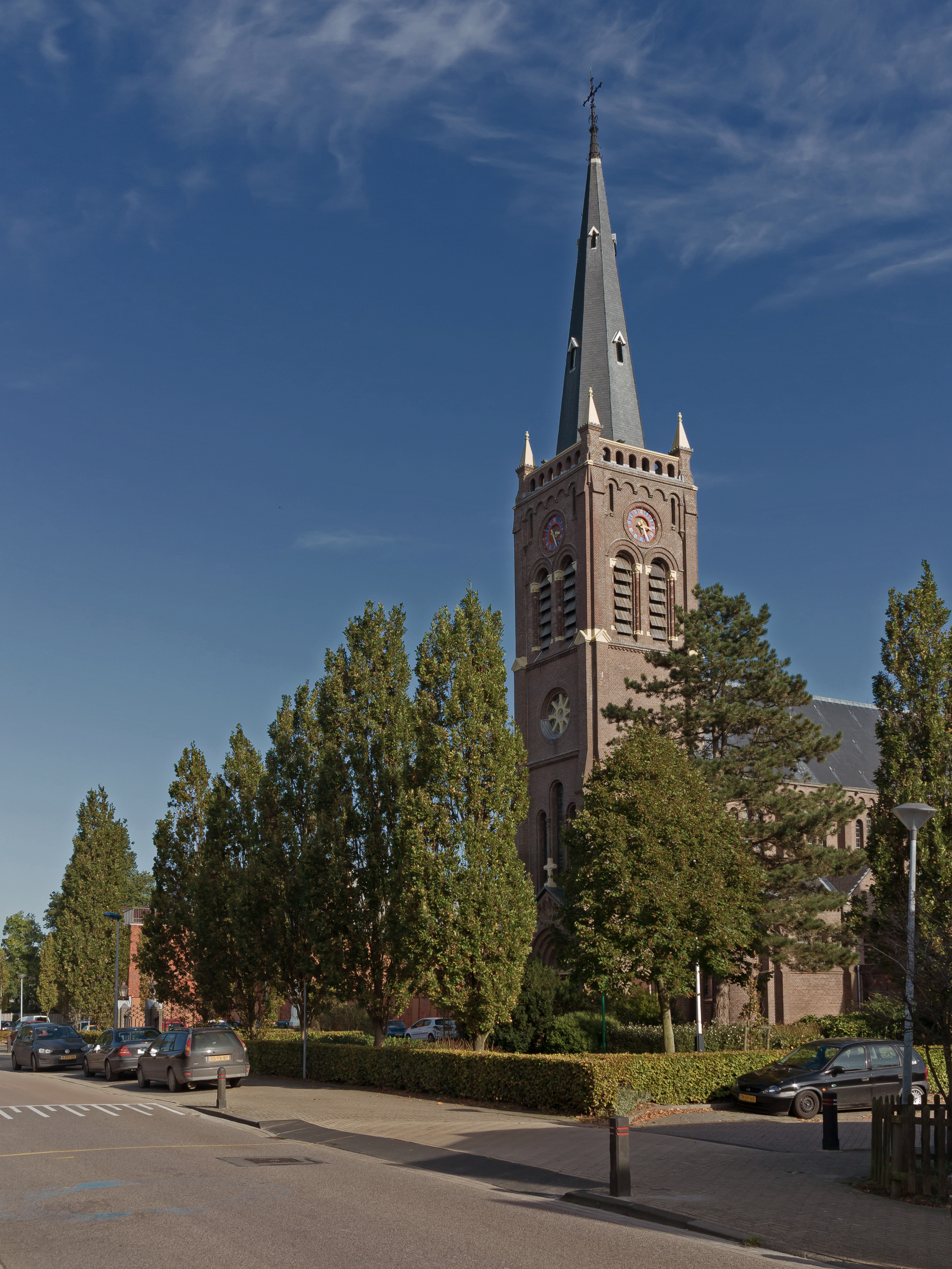
Obdam, la iglesia: la Sint Victorkerk
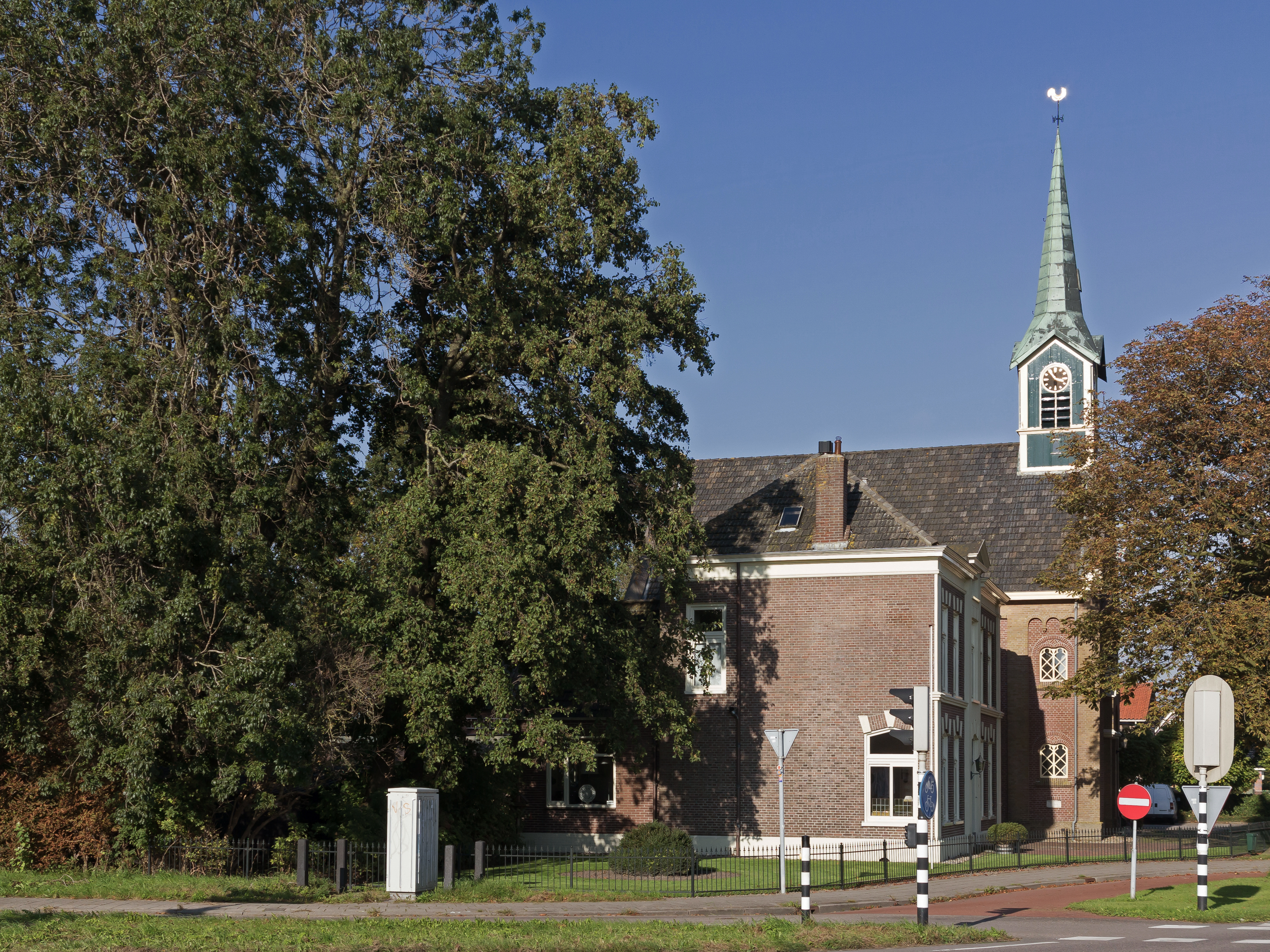
Obdam, la iglesia protestante
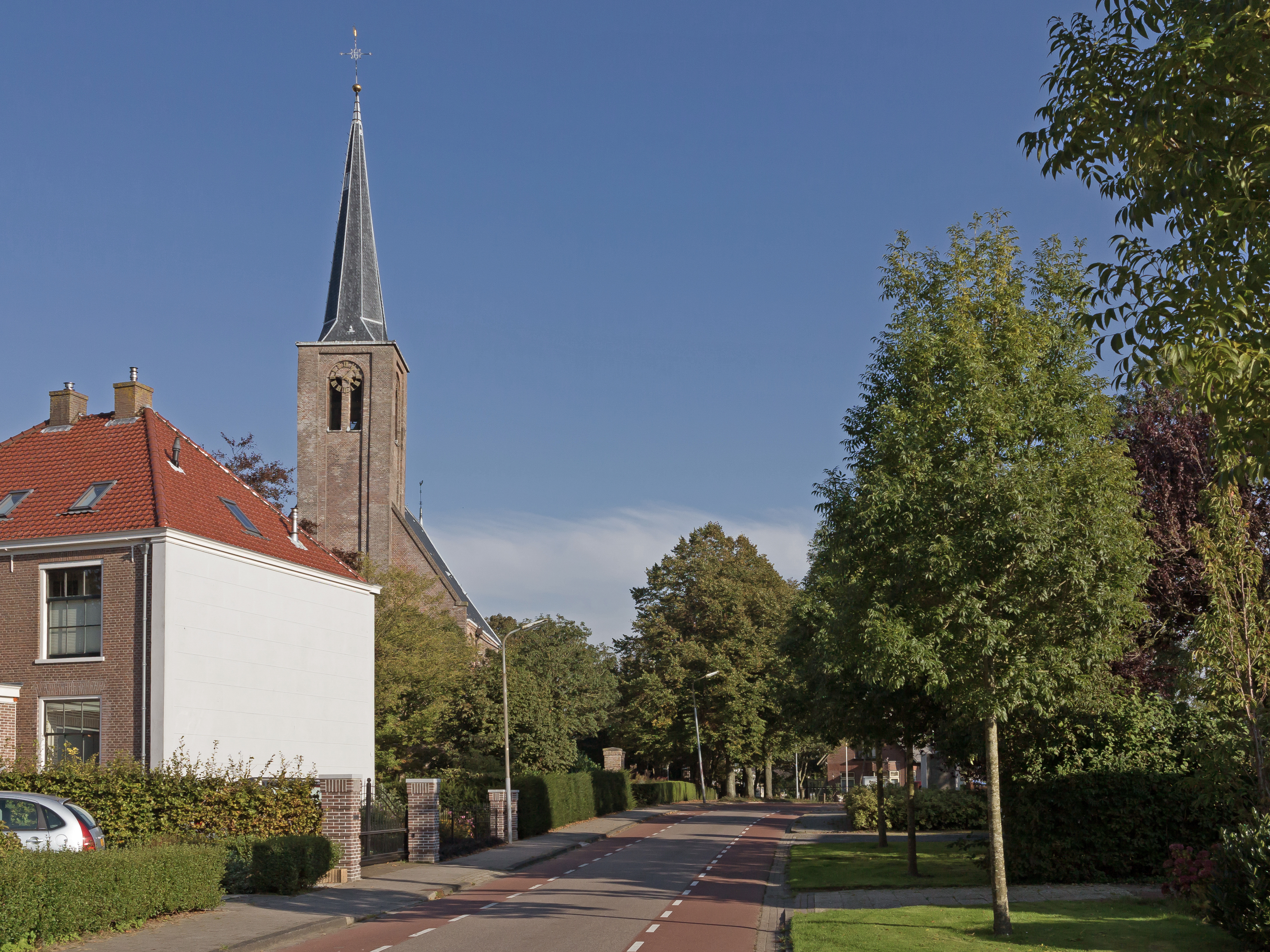
Hensbroek, la torre de la iglesia
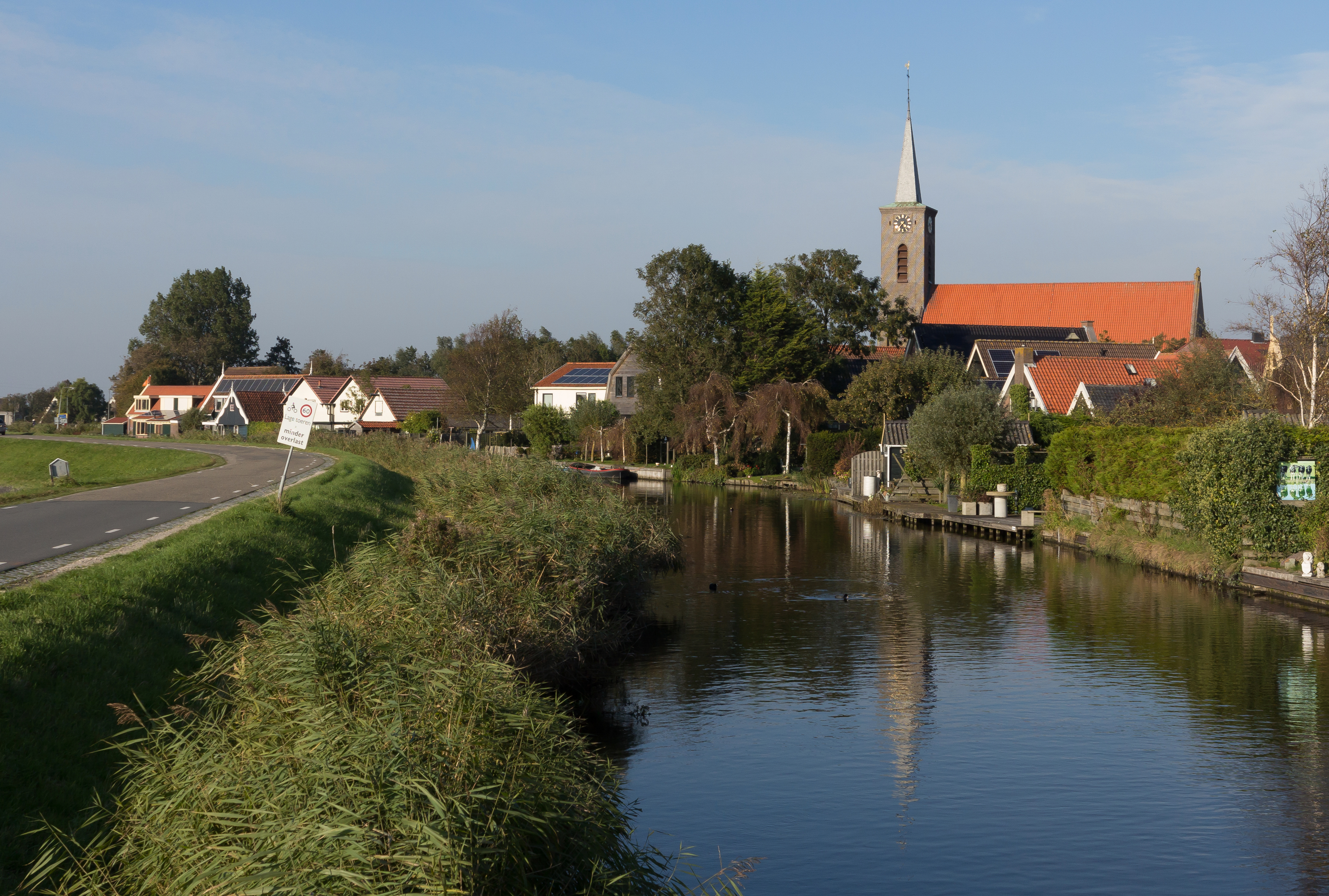
Ursem, la iglesia (la Sint Bavokerk) en la calle